# Philoscaphus
Philoscaphus is een geslacht van kevers uit de familie van de loopkevers (Carabidae). De wetenschappelijke naam van het geslacht is voor het eerst geldig gepubliceerd in 1871 door MacLeay.

## Soorten
Het geslacht Philoscaphus omvat de volgende soorten:
- Philoscaphus barnardi Macleay, 1888
- Philoscaphus bicostatus Sloane, 1905
- Philoscaphus carinatus (Macleay, 1864)
- Philoscaphus costalis Macleay, 1873
- Philoscaphus mastersii Macleay, 1871
- Philoscaphus tuberculatus (Macleay, 1863)